# Haliotis spadicea
Haliotis spadicea (em inglês blood-spotted abalone, siffie ou Venus ear) é uma espécie de molusco gastrópode marinho pertencente à família Haliotidae. Foi classificada por Donovan, em 1808. É endêmica da África do Sul.
É uma das cinco espécies do gênero Haliotis quase totalmente endêmicas da costa da África do Sul: Haliotis alfredensis, H. midae, H. parva, H. queketti e H. spadicea.

## Descrição da concha
Haliotis spadicea apresenta concha oval e moderadamente funda, com lábio externo encurvado para dentro, quase em sua área central, e com superfície dotada de visíveis estrias de crescimento. Chegam até 7 centímetros e são geralmente de coloração castanho-avermelhada, com difusas manchas em creme. Os furos abertos na concha, de 6 a 9, são grandes, circulares e pouco elevados. Região interna madreperolada, iridescente, apresentando o relevo da face externa visível e uma região com manchas castanhas na área da espiral, em muitos exemplares.

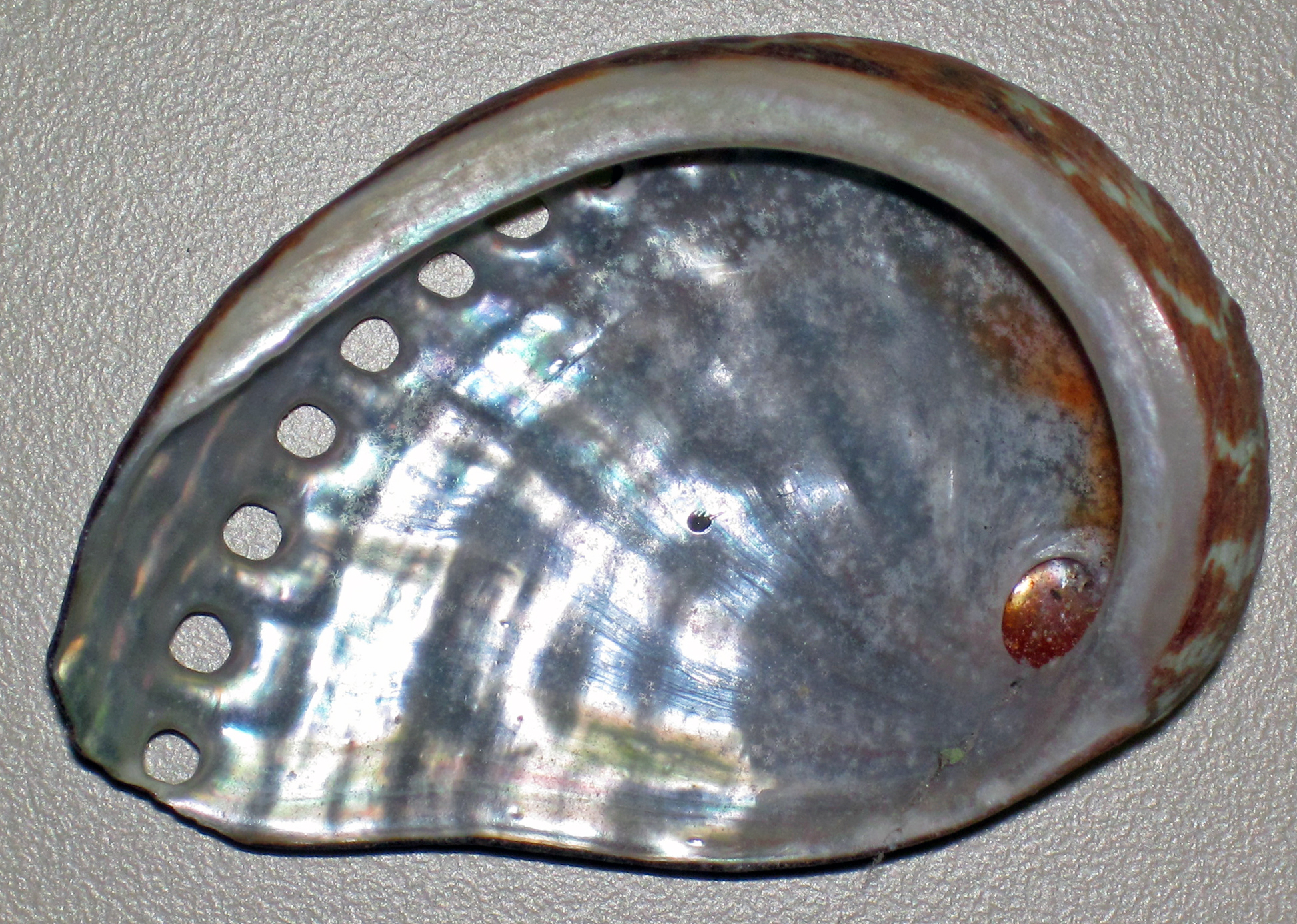
Concha de H. spadicea, vista por baixo. Note a mancha castanho-avermelhada na área da espiral, comum na espécie.

## Distribuição geográfica
Haliotis spadicea ocorre em águas rasas da zona entremarés, entre as rochas, no sul da África, na costa da África do Sul; entre a região da Baía da Mesa e KwaZulu-Natal.

## Simbiose
Em estudo, foram detectados protozoários Ciliophora simbiontes, do gênero Mantoscyphidia, em suas brânquias.